# كبمبة مائية
كبُمبة مائية أو كابومبا مائية (الاسم العلمي:Cabomba aquatica) هي نوع من النباتات تتبع جنس الكبمبة من الفصيلة النيلوفرية.